# کتاب هیتلر
کتاب هیتلر: راز پروندهٔ آماده‌شده برای استالین (انگلیسی: The Hitler Book: The Secret Dossier Prepared for Stalin) عنوان ترجمه‌شدهٔ کتابی است که در سال ۲۰۰۵ و از روی یک گزارش محرمانهٔ طولانی شوروی دربارهٔ زندگی آدولف هیتلر که به ژوزف استالین تحویل داده‌شده‌بود، ترجمه شده‌است.